# Maludongmänniskor

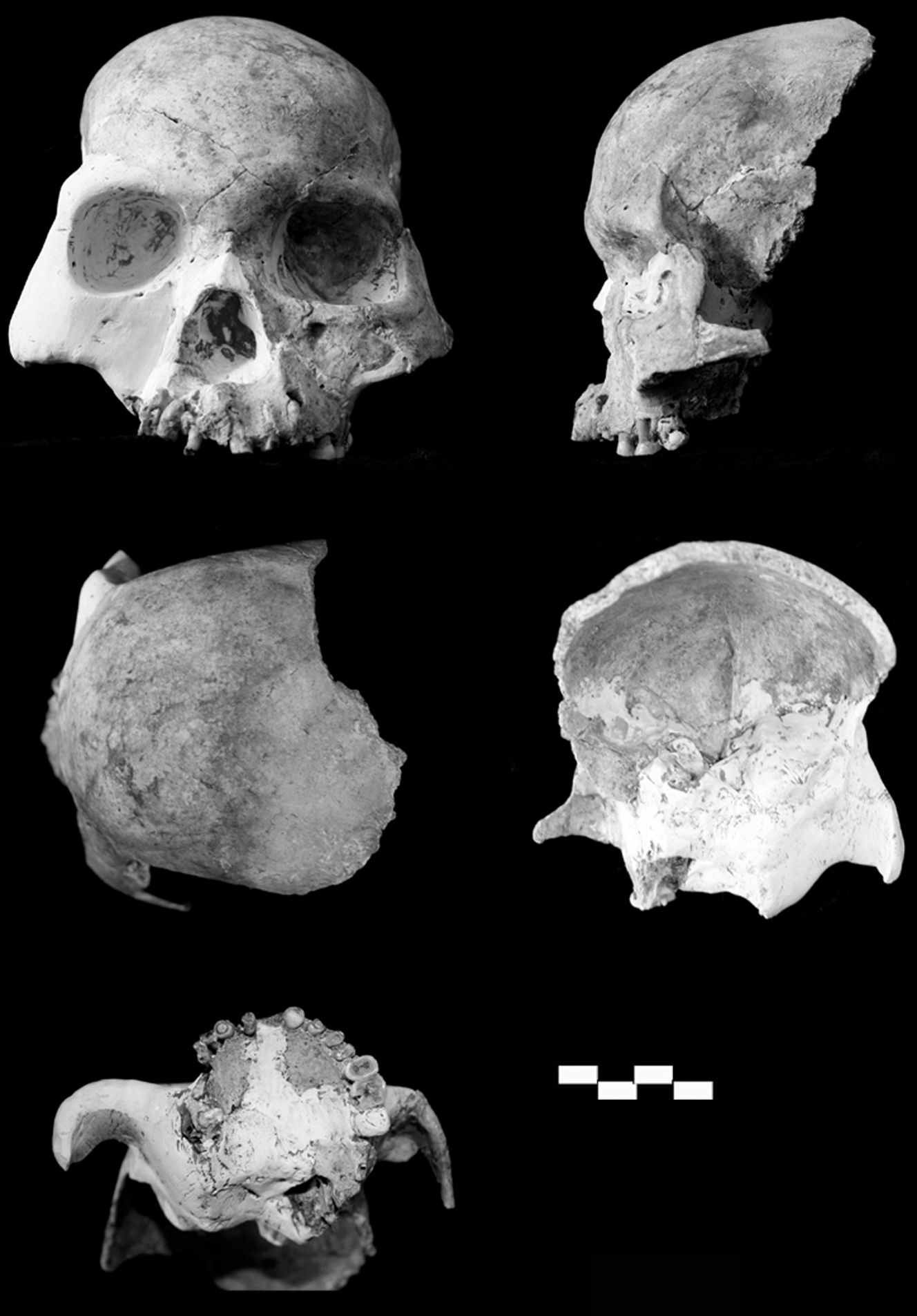
Kranium från grottan Longlin.

Käke från Maludong.

Maludongmänniskor var enligt forskarlaget som hittade fossilen en typ av människor som levde för 14 500 till 11 500 år sedan i södra Asien.
Kvarlevorna upptäcktes i grottorna Maludong (pinyin:Mǎlùdòng, engelska: Red deer cave) och Longlin i provinsen Yunnan i sydvästra Kina. I början antog paleontologerna att fyndet utgör en ny människoart men efter fortsatta studier betraktas fossilen idag som en hybrid mellan denisovamänniskan och den moderna människan Homo sapiens.
Bredvid människofossilen hittades många brända ben av hjortdjur vilket förklarar det engelska namnet för grottan.
Det första fyndet var delar av ett kranium som hittades 1979 i Longlingrottan. Ett år senare grävdes fossil fram i grottan Maludong. Ett större fynd gjordes 1989 med delar av ett lårben, tänder, delar av en käke och ett skadat kranium. Efter en första undersökning betraktades fynden som nära släktingar till tidiga människor som Homo erectus eller Homo habilis men senare forskning visade att fossilen är betydligt yngre. Kännetecken som hittades var ett platt ansikte, en bred näsa, framstående ögonbryn, stora molarer och tjocka skallben. Fynden härrör från små människor med en vikt på omkring 50 kg. Dateringen till tiden som anges ovan gjordes med hjälp av DNA-undersökningar.